# Brixio Pulgar
Brixio Pulgar (Venezuela, 16 de junio de 1989) es un futbolista venezolano que juega como defensa y su último equipo fue el Potros de Barinas Fútbol Club de la Segunda División de Venezuela.

## Clubes
Real Bolívar Col 2008-2011

| Club                          | País      | Año       |
| ----------------------------- | --------- | --------- |
| Petare                        | Venezuela | 2012-2013 |
| Llaneros de Guarane EF        | Venezuela | 2013-2014 |
| Monagas SC                    | Venezuela | 2015-2016 |
| Potros de Barinas Fútbol Club | Venezuela | 2016      |

## Monagas Sport Club
Comienza a jugar en el Monagas SC para el 2015, proveniente de Llaneros de Guarane EF.

### Torneo Apertura 2016
Para el Torneo Apertura de 2016 continua jugando con el Monagas SC hasta 2016.